# Tifón Matsa
El tifón Matsa, conocido en Filipinas como el tifón Gorio (designación internacional: 0509, designación JTWC: 09W) fue el segundo de los ocho ciclones tropicales del Pacífico que tocó tierra en China durante la temporada de tifones del Pacífico de 2005. La novena tormenta tropical y el quinto tifón de la temporada, Matsa se desarrolló el 30 de julio al este de Filipinas. Matsa se intensificó a medida que avanzaba hacia el noroeste y alcanzó vientos máximos sostenidos de 10 minutos de 150 km/h (90 mph) cerca de Taiwán antes de debilitarse y golpear la provincia china de Zhejiang el 5 de agosto. El sistema continuó hacia el norte hacia el Mar Amarillo, y luego El 7 de agosto, Matsa se volvió extratropical después de trasladarse nuevamente a tierra a lo largo de la península de Liaodong. Matsa es un nombre laosiano para una dama pez.
En República de China, Matsa dejó caer lluvias torrenciales de hasta 1.270 mm (50 pulgadas), que causaron deslizamientos de tierra y daños moderados en toda la isla. Las inundaciones causadas por las lluvias contaminaron algunos suministros de agua, dejando alrededor de 80.000 hogares sin agua en un punto; gran parte del condado de Taoyuan (ahora ciudad de Taoyuan) estuvo sin agua durante al menos 5 días. Al igual que en Taiwán, el tifón arrojó fuertes precipitaciones en la República Popular China y, en combinación con los fuertes vientos, destruyó unas 59 000 casas y dañó más de 20 000 km² de tierras de cultivo. En todo el país, Matsa causó 25 muertes directas y dieciocho mil millones de renminbis (dos mil doscientos treinta millones de dólares en 2005) en daños.

## Historia meteorológica
El origen del tifón Matsa se remonta a la formación de un área de convección a unos 185 km (115 millas) al este de Yap a fines de julio. La convección se consolidó gradualmente sobre una circulación débil de bajo nivel, ya las 03:00 UTC del 30 de julio de 2005, el sistema se mencionó por primera vez en el Centro Conjunto de Advertencia de Tifones (JTWC), Perspectiva del clima tropical significativo. Ubicado dentro de un área de cizalladura moderada del viento, el sistema continuó organizándose lentamente, y para las 12:00 UTC del 30 de julio estaba suficientemente organizado para que la Agencia Meteorológica de Japón (JMA) lo clasificara como una depresión tropical débil mientras se encontraba a unos 65 km (40 mi) al este de Yap. Poco después, el Centro Conjunto de Advertencia de Tifones (JTWC) hizo lo mismo al emitir una alerta de formación de ciclones tropicales. La depresión avanzó de manera constante hacia el oeste, seguida de un giro hacia el noroeste el 31 de julio bajo la influencia de una cresta de nivel medio hacia el este. Continuó organizándose, ya las 12:00 UTC del 31 de julio se intensificó en la tormenta tropical Matsa; la depresión fue clasificada extraoficialmente como tormenta tropical seis horas antes por el Centro Conjunto de Advertencia de Tifones (JTWC). Además, la Administración de Servicios Atmosféricos, Geofísicos y Astronómicos de Filipinas (PAGASA) nombró al sistema tormenta tropical Gorio, debido a su ubicación dentro del área de responsabilidad de la administración.
La tormenta tropical Matsa se intensificó gradualmente a medida que avanzaba constantemente hacia el noroeste; a fines del 1 de agosto se fortaleció hasta convertirse en una tormenta tropical severa. El flujo de salida y la convección profunda hacia el norte permanecieron limitados, aunque la tormenta pudo intensificarse aún más para alcanzar el estado de tifón el 2 de agosto a unos 780 km (480 millas) al sur de Okinawa. La intensificación se desaceleró y, a última hora del 3 de agosto, Matsa alcanzó una intensidad máxima de 150 km/h (90 mph) mientras se encontraba a 495 km (308 millas) al este del extremo sur de Taiwán, según informó la Centro Conjunto de Advertencia de Tifones (JTWC); el Agencia Meteorológica de Japón (JMA) y el Centro Meteorológico Nacional de China informaron que el tifón se fortaleció aún más para alcanzar vientos máximos de 165 km/h (105 mph) el 4 de agosto. Poco después de pasar sobre la isla japonesa de Ishigaki, Matsa comenzó a debilitarse constantemente a medida que se acercaba la costa de China y tocó tierra como un tifón mínimo el 5 de agosto cerca de Yuhuan en la región sur de la provincia de Zhejiang. Cruzó el golfo de Yueqing y 40 minutos después de su primer aterrizaje golpeó China continental cerca de Yueqing. Rápidamente se debilitó a una tormenta tropical, y pocas horas después de haber llegado a tierra, el Centro Conjunto de Advertencia de Tifones (JTWC) emitió su último aviso. Matsa giró hacia el norte, debilitándose hasta convertirse en una depresión tropical el 7 de agosto poco antes de entrar en el Mar Amarillo. El debilitamiento de la depresión continuó hacia el norte y se convirtió en un ciclón extratropical el 9 de agosto después de golpear la península de Liaodong.

## Preparaciones
La Oficina Meteorológica Central de Taiwán advirtió sobre la posibilidad de fuertes lluvias en la isla. Esto dio lugar a que los funcionarios cerraran escuelas y oficinas en Taipéi. Además, el tifón provocó la cancelación o el retraso de varios vuelos dentro y fuera de Taipéi, aunque el servicio aéreo completo se restableció al día siguiente del paso de Matsa. La Bolsa de Valores de Taiwán cerró debido a la amenaza del tifón.